# Bob Williams (Badminton)
Robert B. "Bob" Williams (* 1923) ist ein ehemaliger US-amerikanischer Badmintonspieler. 

## Karriere
Bobby Williams war einer der bedeutendsten US-amerikanischen Badmintonspieler der Nachkriegszeit. Zweimal stand er mit dem amerikanischen Team in der Thomas-Cup-Endrunde, unterlag jedoch einmal im Halbfinale und einmal im Finale. Die offen ausgetragenen kanadischen Meisterschaften gewann er zwei Mal. 1977 wurde er in die US Badminton Hall of Fame aufgenommen. 

## Sportliche Erfolge
| Saison | Veranstaltung                                        | Disziplin    | Platz | Name                                                                                               |
| ------ | ---------------------------------------------------- | ------------ | ----- | -------------------------------------------------------------------------------------------------- |
| 1949   | Thomas Cup                                           | Herrenteam   | 3     | USA (David G. Freeman, Wynn Rogers, Clinton Stephens, Bobby Williams, Marten Mendez, Carl Loveday) |
| 1951   | US Open                                              | Herrendoppel | 2     | Carl Loveday / Bob Williams                                                                        |
| 1952   | Thomas Cup                                           | Herrenteam   | 2     | USA (Dick Mitchell, Wynn Rogers, Bobby Williams, Marten Mendez, Carl Loveday)                      |
| 1957   | Kanada: Nationale und Internationale Meisterschaften | Mixed        | 1     | Bob Williams / Ethel Marshall                                                                      |
| 1962   | Canadian Open                                        | Herrendoppel | 1     | Jim Poole / Bobby Williams                                                                         |